# Александар Раковић
Александар Раковић (Београд, 21. јун 1972) српски је историчар и професор. Доктор је историјских наука и научни саветник Института за новију историју Србије. Предаје на Дипломатској академији Министарства спољних послова Републике Србије, на курсевима Историја дипломатије Србије и Основи политичког система Србије. Координатор је наставе Историје дипломатије Србије у 20. веку.

## Биографија
Дипломирао је 2004. године на Одељењу за историју Филозофског факултета у Београду, где је потом и магистрирао (2007), а затим и докторирао (2011).
Радио је у Министарству вера СРЈ, а потом је био управник Информационо-документационог центра при Православном богословском факултету у Београду (2005—2008). Затим је радио у Архиву Србије и Министарству вера Републике Србије, а од 2012. године ради у Институту за новију историју Србије у Београду, као научни саветник.
Бави се проучавањем новије историје српског народа, са посебним тежиштем на проучавању историје Југославије и савремене историје Црне Горе од 1918. године до најновијег доба. Такође се бави проучавањем друштвене и културне историје Југославије, са посебним тежиштем на новијој историји верских односа и процеса у Србији и Црној Гори.
Изјашњава се као Србин и православни хришћанин.

## Одабрана дела
- Раковић, Александар (2007). „Академска и политичка расправа о Богословском факултету током 1919. године” (PDF). Српска теологија у двадесетом веку. 1: 110—125. Архивирано из оригинала (PDF) 07. 10. 2019. г. Приступљено 07. 10. 2019.
- Раковић, Александар (2007). „Источно-православни богословски факултет Свеучилишта у Загребу 1920-1924” (PDF). Српска теологија у двадесетом веку. 2: 221—238. Архивирано из оригинала (PDF) 07. 10. 2019. г. Приступљено 07. 10. 2019.
- Раковић, Александар (2008). „Иницијативе за стицање високошколског статуса и накнадно признање факултетског ранга Карловачкој богословији (са освртом на сличан пример Задарске богословије) 1914-1933” (PDF). Српска теологија у двадесетом веку. 3: 150—159. Архивирано из оригинала (PDF) 07. 10. 2019. г. Приступљено 07. 10. 2019.
- Раковић, Александар (2009). „Предлози и расправе о високим богословским студијама у Краљевини Србији 1899-1914” (PDF). Српска теологија у двадесетом веку. 4: 104—116. Архивирано из оригинала (PDF) 07. 10. 2019. г. Приступљено 07. 10. 2019.
- Раковић, Александар (2009). Југословени и Ирска револуција 1916-1923. Београд: Службени гласник.
- Раковић, Александар (2010). „Високо образовање Српске православне цркве 1899-1936: Путеви и раскршћа”. Универзитет и српска теологија: Историјски и просветни контекст оснивања Православног богословског факултета у Београду (истраживања, документација, библиографија) (PDF). Београд: Православни богословски факултет. стр. 37—118. Архивирано из оригинала (PDF) 20. 01. 2022. г. Приступљено 07. 10. 2019.
- Раковић, Александар (2012). Рокенрол у Југославији 1956-1968: Изазов социјалистичком друштву. Београд: Архипелаг.
- Раковић, Александар (2013). „Милан Стојадиновић и питање премештања седишта југословенског реис-ул-улеме из Београда у Сарајево”. Милан Стојадиновић: Политика у време глобалних ломова. Београд: Завод за уџбенике. стр. 243—257.
- Raković, Aleksandar (2013). „Karlovci Seminary: From one step to the level of the faculty (1914-1920) towards subsequent recognition of the faculty level (1925-1933)” (PDF). Теолошки погледи. 46 (2): 583—598. Архивирано из оригинала (PDF) 07. 10. 2019. г. Приступљено 07. 10. 2019.
- Raković, Aleksandar (2013). „Short Existence of the Faculty of Eastern Orthodox Theology at the University of Zagreb 1920-1924” (PDF). Теолошки погледи. 46 (3): 951—956. Архивирано из оригинала (PDF) 07. 10. 2019. г. Приступљено 07. 10. 2019.
- Раковић, Александар (2014). „Неканонско деловање Румунске православне цркве у североисточној Србији (2001–2014) као изричити вид румунских геополитичких претензија” (PDF). Култура полиса: Часопис за неговање демократске политичке културе. 11 (24): 35—58. Архивирано из оригинала (PDF) 30. 03. 2019. г. Приступљено 07. 10. 2019.
- Раковић, Александар (2014). „Изградња римокатоличке цркве Свете Ане у Шапцу (1928): Хришћанско праштање православних Срба за злочине хрватских војника аустроугарске војске у Мачви (1914)” (PDF). Култура полиса: Часопис за неговање демократске политичке културе. 11 (25): 85—95. Архивирано из оригинала (PDF) 28. 03. 2019. г. Приступљено 07. 10. 2019.
- Димић, Љубодраг; Раковић, Александар; Милошевић, Миладин (2014). Југославија-Индонезија 1945-1967: Истраживања и документа. Београд: Архив Југославије. Архивирано из оригинала 12. 03. 2022. г. Приступљено 07. 10. 2019.
- Dimić, Ljubodrag; Raković, Aleksandar; Milošević, Miladin (2015). Yugoslavia-Indonesia 1945-1967: Research and documentation (PDF). Belgrade-Jakarta: Archives of Yugoslavia, National Archives of The Republic of Indonesia. Архивирано из оригинала (PDF) 22. 05. 2021. г. Приступљено 07. 10. 2019.
- Раковић, Александар (2015). Срби и религијски интервенционизам 1991-2015: Политички аспекти верских изазова српској држави и цркви после распада Југославије. Београд: Хришћански културни центар др Радован Биговић. Архивирано из оригинала 07. 10. 2019. г. Приступљено 07. 10. 2019.
- Раковић, Александар (2015). „Сведочења о рушењу Саборне цркве Светих апостола Петра и Павла у Шапцу и страдању у њој заточеног српског народа (1914)”. Православни свет и Први светски рат: Зборник радова. Београд: Православни богословски факултет, Институт за теолошка истраживања. стр. 161—168.
- Раковић, Александар (2015). „О смештању архивске грађе Међународног кривичног трибунала за ратне злочине у бившој Југославији (Хашког трибунала)”. Архив: Часопис Архива Југославије. 16 (1-2): 25—36. Архивирано из оригинала 19. 11. 2019. г. Приступљено 07. 10. 2019.
- Раковић, Александар (2015). „О несугласицама на Православном богословском факултету у Београду (1934—1941)” (PDF). Теолошки погледи. 48 (1): 81—90. Архивирано из оригинала (PDF) 08. 10. 2019. г. Приступљено 08. 10. 2019.
- Раковић, Александар (2016). „Српски идентитет муслимана словенског порекла на постјугословенском простору у 21. веку (са освртом на повесни идентитет Срба муслимана)” (PDF). Култура полиса: Часопис за неговање демократске политичке културе. 13 (31): 171—183. Архивирано из оригинала (PDF) 02. 03. 2017. г. Приступљено 07. 10. 2019.
- Раковић, Александар (2016). „Срби у Црној Гори десет година после референдума о сецесији”. Српска баштина. Никшић: Институт за српску културу. 1 (1-2): 67—73.
- Раковић, Александар (2016). Историја, вера, политика. Београд: Отачник.
- Raković, Aleksandar (2017). „State-Church Relations in the Republic of Serbia (2000-2015)”. Kirche und Staat in Mittel- und Osteuropa: Die Entwicklung des Staat-Kirche-Verhältnisses in den Transformationsländern Mittel- und Osteuropas seit 1990. Berlin: Duncker & Humblot. стр. 141—161.
- Raković, Aleksandar (2017). „Ideological skirmishes between nationalist and communist youth at the Faculty of Orthodox Theology in Belgrade (1936-1941)”. Ars Liturgica: From the Image of Glory to the Images of the Idols of Modernity. 2. Alba Iulia: Faculty of Orthodox Theology. стр. 107—113.
- Раковић, Александар (2017). „Улога религијског интервенционизма у распаду СФР Југославије”. Срби и пропаст Југославије: Приручник. Београд: Завод за уџбенике. стр. 93—114.
- Раковић, Александар (2017). „Бискупи и свештеници Римокатоличке цркве у Хрвата и њихово de facto признање "Хрватске православне цркве" у другој деценији 21. века” (PDF). Култура полиса: Часопис за неговање демократске политичке културе. 14 (32): 27—33. Архивирано из оригинала (PDF) 28. 03. 2019. г. Приступљено 07. 10. 2019.
- Раковић, Александар (2017). „Црна Гора од сецесије до НАТО пакта: Oсврт на несналажење руске спољне политике (2006—2017)” (PDF). Култура полиса: Часопис за неговање демократске политичке културе. 28 (1): 69—86.
- Раковић, Александар (2018). „Отцепљење Црне Горе (2006): Новостечена, а не обновљена државност” (PDF). Српска политичка мисао. 60 (2): 195—210.
- Раковић, Александар (2018). „Кратак преглед улоге Римокатоличке цркве у нарушавању српске државности и разбијању југословенске државности” (PDF). Национални интерес: Часопис за национална и државна питања. 33 (3): 159—174.
- Раковић, Александар (2019). Црногорски сепаратизам (PDF). Београд: Catena mundi. Архивирано из оригинала (PDF) 22. 08. 2020. г. Приступљено 07. 10. 2019.